# Peter Abrahams (Schriftsteller, 1947)
Peter Abrahams (* 28. Juni 1947 in Boston) ist ein US-amerikanischer Bestseller-Autor von Kriminalromanen, Thrillern und Jugendbüchern. Er schreibt auch unter dem Pseudonym Spencer Quinn.

## Leben
Abrahams arbeitete nach seinem Studium am Williams College bei Radio und Fernsehen in Ottawa. Ende der 1970er Jahre begann er mit dem Schreiben zuerst von Kriminalromanen und Thrillern, später auch von Jugendbüchern. 2005 gewann er für Was geschah in Echo Falls einen Agatha Award in der Kategorie Bestes Kinder- und Jugendbuch. Für den Edgar Allan Poe Award war er mehrmals nominiert. Stephen King äußerte sich im Zusammenhang mit der Echo-Falls-Serie, dass Peter Abrahams sein „favorite American suspense novelist“ sei.
Seit 2009 schreibt Abrahams unter dem Pseudonym Spencer Quinn Krimikomödien um das ungleiche Detektivteam Bernie und Chet. Erzählt werden die Bücher aus Sicht des Hundes Chet. Zudem betreibt Abrahams einen Blog in der Rolle von Chet.
Abrahams hat vier erwachsene Kinder; er lebt mit seiner Frau auf Cape Cod.

## Werke

### Echo-Falls-Reihe
- Behind the Curtain. 2006.
  - Hinter dem Vorhang. deutsch von André Mumot. Berlin-Verlag, Berlin 2008, ISBN 978-3-8270-5173-8.
- Down the Rabbit Hole. 2006.
  - Was geschah in Echo Falls. deutsch von Anne Wilsberg. Berlin-Verlag, Berlin 2008, ISBN 978-3-8270-5172-1.
- Into the Dark. 2008.
  - … verliefen sich im Wald. deutsch von André Mumot. Berlin-Verlag, Berlin 2009, ISBN 978-3-8270-5357-2.

### Chet-and-Bernie-Reihe (als Spencer Quinn)
- Dog On It. 2009.
  - Bernie und Chet – ein Hundekrimi. deutsch von Andrea Stumpf und Gabriele Werbeck. Penhaligon, München 2011, ISBN 978-3-7645-3070-9.
  - auch als: Bernie und Chet – die Fährte des vermissten Mädchens. gleiche Übersetzung. Buchclub-Ausgabe.
  - auch als: Ein echt harter Knochen. gleiche Übersetzung. Blanvalet, München 2012, ISBN 978-3-442-37476-2.
- Thereby Hangs a Tail. 2010.
  - Auf sie mit Gebell – Bernie und Chet ermitteln. deutsch von Andrea Stumpf und Gabriele Werbeck. Blanvalet, München 2012, ISBN 978-3-442-37904-0.
- To Fetch a Thief. 2010.
  - Ein Elefant macht die Mücke – Bernie und Chet ermitteln. deutsch von Andrea Stumpf und Gabriele Werbeck. Blanvalet, München 2014, ISBN 978-3-442-37892-0.
- The Dog Who Knew Too Much. 2011.
- A Fistful of Collars. 2012.
- The Sound and the Furry. 2013.
- Paw and Order. 2014.
- Scents and Sensibility. 2015.
- Heart of Barkness. 2019

```
 E-Books:
```

- A Cat Was Involved. 2012.
- Tail of Vengeance. 2014.
- The Iggy Chronicles. 2014.
- Tail of Vengeance. 2014.
- Santa 365. 2015

### Robbie-Forester-Reihe
- The Outlaws of Sherwood Street: Stealing from the Rich. 2012.
- The Outlaws of Sherwood Street: Giving to the Poor. 2013.

### Bowser-and-Birdie-Reihe (als Spencer Quinn)
- Woof. 2015.
- Bow Wow. 2016.
- Arf. 2017.

### Sonstige
- The Fury of Rachel Monette. Thriller. Macmillan 1980, ISBN 0-02-500130-2.
- Tongues of Fire. Thriller. M Evans & Co, 1982, ISBN 0-87131-374-X.
- Red Message. Thriller.  Avon Books, 1986, ISBN 0-380-89803-9.
  - Das China-Komplott. Lübbe, Bergisch Gladbach 1989, ISBN 3-404-11446-9.
- Hard Rain. Thriller. Dutton, 1988, ISBN 0-525-24581-2.
  - Hard Rain. deutsch von Blanca Dahms. Lübbe, Bergisch Gladbach 1991, ISBN 3-404-11677-1.
- Pressure Drop. Thriller. Dutton Adult, 1989, ISBN 0-525-24821-8.
  - Am Ende der Spur. deutsch von Eva Malsch. Lübbe, Bergisch Gladbach 1992, ISBN 3-404-11799-9.
- Revolution #9. Thriller. Mysterious Pr, 1992, ISBN 0-89296-481-2.
- Lights Out. Thriller. Mysterious Pr, 1994, ISBN 0-89296-482-0.
- The Fan. Thriller. Warner, 1995, ISBN 0-446-51860-3.
  - The Fan. deutsch von Bernhard Schmid. Goldmann, München 1996, ISBN 3-442-43148-4.
- A Perfect Crime. Thriller. Ballantine Books, 1998, ISBN 0-345-42384-4.
  - Kopflos. deutsch von Frauke Czwikla. Kanur, München 2015, ISBN 978-3-426-51475-7.
- Crying Wolf. Thriller. Ballantine Books, 2000, ISBN 0-345-42385-2.
- Last of the Dixie Heroes. Psychothriller. Ballantine Books, 2001, ISBN 0-345-43937-6.
- Their Wildest Dreams. Roman. Ballantine Books, 2003, ISBN 0-345-43939-2.
- The Tutor. Thriller. Penguin Books, 2003, ISBN 0-14-101129-7.
  - Der Schlange Gift. deutsch von Andrea Brandl. Goldmann, München 2003, ISBN 3-442-45361-5.
- Oblivion. Thriller. William Morrow, 2005, ISBN 0-06-072657-1.
  - Ausradiert. deutsch von Frauke Czwikla. Knaur, München 2010, ISBN 978-3-426-63415-8.
- End of Story. Thriller. William Morrow, 2006, ISBN 0-06-072665-2.
  - Gerissen. deutsch von Frauke Czwikla. Knaur, München 2008, ISBN 978-3-426-63879-8.
- Nerve Damage. Thriller. William Morrow, 2007, ISBN 978-0-06-113797-6.
  - Verblendet. deutsch von Frauke Czwikla. Knaur, München 2012, ISBN 978-3-426-50770-4.
- Delusion. Thriller. William Morrow, 2008, ISBN 978-0-06-113799-0.
- Reality Check. Roman. Harper Teen, 2009, ISBN 978-0-06-122767-7.
- Bullet Point. Thriller. Harper Teen, 2010, ISBN 978-0-06-122769-1.
- Quacky Baseball. Kinderbuch. HarperCollins, 2011, ISBN 978-0-06-122978-7.
- Spencer Quinn: The Right Side. Roman. Atria Books, 2017, ISBN 978-1-5011-1840-1.

## Verfilmungen
- The Fan (1996 – Regie: Tony Scott)